# Fear of a Blank Planet
A Fear of a Blank Planet a Porcupine Tree kilencedik stúdióalbuma, mely 2007. április 24-én jelent meg. Steven Wilson kijelentette, hogy az album címe közvetlenül utal az 1990-es Fear of a Black Planet című Public Enemy albumra. A szövegeket a 21. század információs technológia központúsága ihlette.

## Dalok
1. Fear of a Blank Planet (7:28)
2. My Ashes (5:07)
3. Anesthetize (17:42)
4. Sentimental (5:26)
5. Way Out of Here (7:37)
6. Sleep Together (7:28)